# Alfonsas Grigaitis
Alfonsas Grigaitis (* 22. Januar 1929 in Padubysys, Bezirk Panevėžys (Litauische SSR); † 15. Juni 2004 in Alytus) war ein litauischer Kommunalpolitiker. Er war Bürgermeister der Stadt Alytus.

## Leben
Grigaitis war Mitglied der Kommunistischen Partei Litauens und der KPdSU. Vom 11. April 1977 bis zum 30. November 1984 wirkte er als Vorsitzender des Exekutivkomitees des Rates der Volksdeputierten von Alytus. Grigaitis wurde 2000 zum Ehrenbürger der Stadtgemeinde Alytus ernannt.